# Emil Rau (Maler)
Emil Rau (* 29. November 1858 in Dresden; † 15. November 1937 in München) war ein deutscher Genremaler.

## Leben und Werk

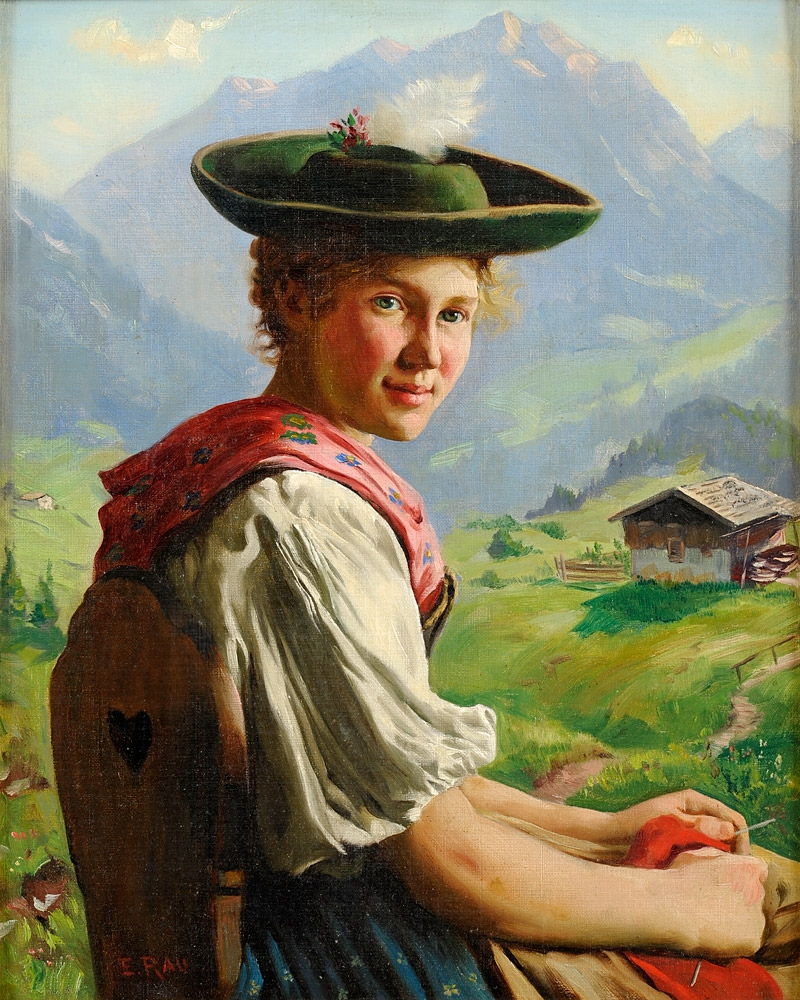
Ein hübsches Dirndl

Emil Rau studierte zunächst an der Dresdner Kunstakademie  bei Leon Pohle und Ferdinand Pauwels.
Ab dem 1. Mai 1879 studierte Rau an der Königlichen Akademie der Künste in München, zuerst in der technischen Malschule von Wilhelm von Lindenschmit dem Jüngeren und später bei Sándor Wagner. Ab 1883 war er als freischaffender Maler in München tätig. Seine Werke erschienen in der „Gartenlaube“ und wurden auch im Münchner Glaspalast ausgestellt.
Emil Rau starb am 15. November 1937 zwei Wochen vor Vollendung seines 79. Lebensjahres in München.